# Ernest Everett Just
Pour les articles homonymes, voir Just.
Ernest Everett Just (14 août 1883 - 27 octobre 1941) est un biologiste, universitaire et écrivain afro-américain pionnier. Le principal héritage de Just est la reconnaissance du rôle essentiel de la surface cellulaire dans le développement des organismes. Dans ses travaux sur la biologie marine, la cytologie et la parthénogenèse, il a préconisé l’étude de cellules entières dans des conditions normales, plutôt que de simplement les séparer en laboratoire.

## Jeunesse
Ernest Everett Just est né en Caroline du Sud, de Charles Jr. et Mary Matthews Just le 14 août 1883. Son père et son grand-père, Charles Sr, étaient des bâtisseurs. Quand Ernest avait quatre ans, son père et son grand-père sont morts (le premier de l'alcoolisme). La mère de Just est devenue l'unique soutien de Just, son frère cadet et sa sœur cadette. Mary Matthews Just a enseigné dans une école afro-américaine de Charleston pour subvenir aux besoins de sa famille. Au cours de l'été, elle a travaillé dans les mines de phosphate de James Island. Remarquant qu'il y avait beaucoup de terrains vacants près de l'île, Mary persuada plusieurs familles noires de s'y installer pour l'agriculture. La ville qu'ils ont fondée, maintenant incorporée dans le quartier West Ashley de Charleston, a finalement été nommée Maryville en son honneur.
Quand Just était jeune, il est tombé gravement malade pendant six semaines de la fièvre typhoïde. Une fois la fièvre passée, il avait du mal à récupérer et sa mémoire en avait été grandement altérée. Il avait déjà appris à lire et à écrire, mais devait maintenant réapprendre. Sa mère lui a enseigné avec beaucoup de sympathie mais au bout d’un moment, elle a abandonné. Puis un jour, il lut sa première page seul, cela sembla miraculeux. Il a gardé son nouveau secret pour lui tout seul pendant un mois avant de le dire à sa mère car il pensait qu'elle lui avait fait mal avec ses attentes déraisonnables.
En espérant que Just devienne enseignant, à l'âge de 13 ans, sa mère l'envoya au "Colored Normal Industrial Agricultural and Mechanical College" de Caroline du Sud, la seule école à la suite de l'attribution de terres de 1890 pour l'éducation de noirs en Caroline du Sud, connue plus tard sous le nom de South Carolina State University à Orangeburg, Caroline du Sud. Estimant que les écoles pour les Noirs du sud étaient inférieures, Just et sa mère ont estimé qu'il était préférable pour lui d'aller dans le nord. À l'âge de 16 ans, il s'inscrit à la Kimball Union Academy (en) de Meriden, dans le New Hampshire, lycée préparatoire au college. Au cours de la deuxième année de Just à Kimball, il est rentré chez lui pour une visite où il a appris que sa mère avait été enterrée une heure avant son arrivée. En dépit de ces difficultés, Just a terminé le programme de quatre ans en seulement trois ans et a obtenu son diplôme en 1903 avec les meilleures notes de sa classe.
Just obtient son diplôme avec mention du Dartmouth College à Hanover, dans le New Hampshire. Il remporte des honneurs spéciaux en zoologie et se distingue également en botanique, histoire et sociologie. Il a également été honoré en tant que chercheur Rufus Choate (en) pendant deux ans et a été élu à Phi Beta Kappa. Just était également candidat pour prononcer un discours d’ouverture, mais n’a pas été choisi parce que la faculté « a décidé que ce serait un faux pas de permettre au seul Noir de la promotion de s’adresser à la foule des parents, des anciens élèves et des bienfaiteurs. Cela aurait rendu trop flagrant le fait que Just avait gagné à peu près tous les prix imaginables ».

## Fondation de Omega Psi Phi
Le 17 novembre 1911, Ernest Just et trois étudiants de l'Université Howard (Edgar Amos Love (en), Oscar James Cooper et Frank Coleman) ont créé la fraternité Omega Psi Phi sur le campus de Howard. Love, Cooper et Coleman avaient approché Just à propos de la création de la première fraternité noire sur le campus. La faculté et l'administration de Howard s'opposèrent initialement à l'idée de créer la fraternité, craignant que cela puisse constituer une menace politique pour l'administration blanche de Howard. Cependant, Just travailla à la médiation de la controverse et, malgré les doutes initiaux, Omega Psi Phi, chapitre Alpha, fut autorisé sur le campus de Howard le 15 décembre 1911. Omega Psi Phi a été constituée en vertu des lois du district de Columbia le 28 octobre 1914,.

## Carrière
Lorsqu'il a obtenu son diplôme à Dartmouth, il a été confronté aux mêmes problèmes que tous les diplômés noirs de son temps : quels que soient leur niveau de réussite ou leur rendement, il était presque impossible pour les Noirs de devenir professeurs dans des colleges ou universités blancs. Just prit ce qui semblait être le meilleur choix à sa disposition et accepta un poste d'enseignant à l'université Howard, une université noire à Washington, DC. En 1907, Just commença à enseigner la rhétorique et l'anglais, des domaines quelque peu éloignés de sa spécialité. En 1909, cependant, il enseignait non seulement l'anglais mais aussi la biologie. En 1910, Wilbur P. Thirkield (en), président de Howard, lui confia la direction d'un nouveau département de biologie et, en 1912, il dirigea le nouveau département de zoologie, poste qu'il occupa jusqu'à sa mort en 1941. Peu de temps après son entrée en fonction chez Howard, Just a été présenté à Frank R. Lillie, chef du département de zoologie de l'université de Chicago. Lillie, qui était également directeur du Laboratoire de biologie marine (MBL) à Woods Hole, dans le Massachusetts, a invité Just à passer l'été 1909 en tant qu'assistant de recherche à la MBL. Au cours de cette période et plus tard, les expériences de Just portaient principalement sur les œufs d'invertébrés marins. Il a étudié la réaction de fécondation et les habitudes de reproduction d'espèces telles que Platynereis megalops, Nereis limbata et Arbacia punctulata. Durant les presque 20 années suivantes, Just a passé chaque été sauf un à la MBL, où il invita notamment Roger Arliner Young à travailler avec lui. Le 12 juin 1912, il épouse Ethel Highwarden, qui enseignait l’allemand à l’Université Howard. Ils ont eu trois enfants: Margaret, Highwarden et Maribel.
Au MBL, Just a appris à manipuler les œufs et les embryons d’invertébrés marins avec habileté et compréhension, et son expertise a rapidement été très demandée par les chercheurs débutants et expérimentés. En 1915, Just prend congé de Howard pour s’inscrire à un programme universitaire avancé de l’université de Chicago. La même année, Just, qui acquiert une réputation nationale de jeune scientifique exceptionnel, est le premier récipiendaire de la médaille Spingarn de la National Association for the Advancement of Colored People (NAACP), qu'il a reçue le 12 février 1915. La médaille reconnaissait ses réalisations scientifiques et son « service primordial à sa race ». Il a commencé sa formation supérieure avec des cours à la MBL : en 1909 et 1910, il suivait des cours de zoologie et d'embryologie d'invertébrés, respectivement. Ses cours ont continué en résidence à l'université de Chicago. Ses fonctions chez Howard ont retardé l’achèvement de ses cours et sa réception de son doctorat. Cependant, en juin 1916, Just a reçu son diplôme. C'était en zoologie, avec une thèse sur la mécanique de la fécondation. De ce fait, il est devenu l’un des rares Noirs ayant obtenu le doctorat d’une grande université. Au moment où il a obtenu son doctorat de Chicago, il avait déjà publié plusieurs articles de recherche, à la fois en tant qu'auteur et co-auteur avec Lillie. Au cours de son mandat à Woods Hole, Just est passé d'un apprenti étudiant à un scientifique de renommée internationale. Expérimentateur prudent et méticuleux, il était considéré comme "un génie dans la conception d'expériences".
Just, cependant, est devenu frustré parce qu'il ne pouvait pas obtenir de poste dans une grande université américaine. Il souhaitait un poste qui lui procurerait un revenu stable et lui permettrait de consacrer plus de temps à ses recherches. La carrière scientifique de Just impliquait une lutte constante pour une opportunité de recherche, « le souffle de sa vie ». Il a été condamné pour des raisons raciales à rester attaché à Howard, une institution incapable de donner toute son ampleur aux ambitions telles que celles que Just avait. En 1929, Just se rend à Naples, en Italie, où il mène des expériences à la prestigieuse station zoologique "Anton Dohrn". Puis, en 1930, il est devenu le premier américain à être invité à l'Institut Kaiser Wilhelm de Berlin-Dahlem, en Allemagne, où plusieurs lauréats du prix Nobel ont mené des recherches. En tout, de son premier voyage en 1929 à son dernier voyage en 1938, Just s’est rendu dix fois ou plus en Europe pour y effectuer des recherches. Les scientifiques l'ont traité comme une célébrité et l'ont encouragé à étendre sa théorie sur l'ectoplasme à d'autres espèces. Il aimait travailler en Europe car il n’y avait pas autant de discrimination qu'aux Etats-Unis et quand il était confronté au racisme, c’était invariablement de la part d’américains. À partir de 1933, lorsque les nazis ont commencé à prendre le contrôle du pays, Just a cessé son travail en Allemagne. Il a ensuite transféré ses études européennes à Paris et au laboratoire marin du village de pêcheurs français de Roscoff, situé sur la Manche.
Il est l'auteur de deux ouvrages, Basic Methods for Experiments on Eggs of Marine Animals(Méthodes de base pour les expériences sur les œufs d'animaux marins, 1939) et The Biology of the Cell Surface (en) (La biologie de la surface cellulaire, 1939). Il a également publié au moins soixante-dix articles dans les domaines de la cytologie, de la fécondation et du développement embryonnaire précoce. Il a découvert ce que l’on appelle le blocage rapide de la polyspermie; il élucida en outre le blocage lent découvert par Fol dans les années 1870; et il a montré que les propriétés adhésives des cellules de l'embryon précoce sont des phénomènes superficiels extrêmement dépendants du stade de développement. Il a estimé que les conditions utilisées pour les expériences en laboratoire devraient correspondre étroitement à celles de la nature; en ce sens, il peut être considéré comme un des premiers biologistes du développement écologique. Ses travaux sur la parthénogenèse expérimentale ont éclairé le concept d '"autoinduction" de Johannes Holtfreter qui, à son tour, a largement influencé la biologie moderne de l'évolution et du développement. Son enquête sur le mouvement de l'eau dans les oeufs vivants (tout en maintenant leur potentiel de développement complet) a permis de mieux comprendre la structure cellulaire interne qui est maintenant mieux élucidée à l'aide de puissants outils biophysiques et de méthodes de calcul,,,. Ces expériences ont anticipé l'imagerie non invasive de cellules vivantes en cours de développement. Bien que les travaux expérimentaux de Just aient montré un rôle important pour la surface cellulaire et la couche située au-dessous de celle-ci, "l'ectoplasme", dans le développement, il était en grande partie et malheureusement ignoré,. Cela était vrai même pour les scientifiques qui ont souligné la surface cellulaire dans leurs travaux. C'était particulièrement vrai pour les américains ; avec les Européens, il s'en tirait un peu mieux.

## Décès
Au début de la Seconde Guerre mondiale, Just travaillait à la Station biologique de Roscoff, effectuant des recherches pour l'article qui deviendra Unsolved Problems of General Biology. Bien que le gouvernement français ait demandé aux étrangers d'évacuer le pays, Just restait pour terminer son travail. En 1940, l'Allemagne envahit la France et Just fut brièvement emprisonné dans un camp de prisonniers de guerre. Avec l'aide de la famille de sa deuxième épouse, une citoyenne allemande, il a été sauvé par le département d'État américain et il est retourné dans son pays d'origine en septembre 1940. Cependant, Just avait été très malade pendant des mois avant son emprisonnement et son état s'était détérioré en prison et sur le chemin du retour aux États-Unis. À l'automne 1941, il fut diagnostiqué d'un  cancer du pancréas et mourut peu de temps après.

## Héritage
Just était le sujet de la biographie de 1983, Black Apollo of Science: The Life of Ernest Everett Just" de Kenneth R. Manning. Le livre a reçu le prix Pfizer en 1983 et a été finaliste pour le Prix Pulitzer de la biographie ou de l'autobiographie 1984,. En 1996, les services postaux américains ont émis un timbre commémoratif en l'honneur de Just.
Depuis 2000, l’université de médecine de Caroline du Sud (en) organise le symposium annuel Ernest E. Just pour encourager les étudiants non blancs à poursuivre une carrière dans les sciences biomédicales et la santé. En 2008, un symposium financé par la National Science Foundation et mettant à l'honneur Just et ses travaux scientifiques s'est tenu sur le campus de l'Université Howard, où il a été membre du corps enseignant de 1907 jusqu'à son décès en 1941. De nombreux intervenants au symposium ont rédigé des articles pour un numéro spécial de la revue Molecular Reproduction and Development consacré à Just, publié en 2009. Depuis 1994, la Société américaine de biologie cellulaire (en) a décerné un prix et organisé une conférence au nom de Just. Deux institutions au moins, auxquelles Just était associé, ont créé des prix ou des colloques en son nom : l'Université de Chicago, où il a obtenu son doctorat (en zoologie, en 1916), et le Dartmouth College, où il a obtenu son diplôme de premier cycle. En 2013, un symposium international honorant Just s'est tenu à la Stazione Zoologica Anton Dohrn de Naples, en Italie, où Just avait travaillé à partir de 1929  ,,.
En 2002, le chercheur Molefi Kete Asante a ajouté Just à sa liste des 100 Greatest African Americans. Un livre pour enfants sur Just, intitulé The Vast Wonder of the World: Biologist Ernest Everett Just, écrit par Mélina Mangal et illustré par Luisa Uribe, a été publié par Millbrook Press en novembre 2018.
Just croyait que « la vie en tant qu’événement réside dans une combinaison de substances chimiques présentant des propriétés physiques; c’est dans cette combinaison, c’est-à-dire son comportement et ses activités, et en elle seule que nous pouvons rechercher la vie. ». Il a également écrit: « [La] vie est l'organisation harmonieuse des événements, le résultat d'une communion de structures et de réactions », et « Nous [scientifiques] nous sommes souvent efforcés de prouver que la vie était entièrement mécaniste, en partant de l'hypothèse que les organismes sont des machines ! La substance vivante est telle parce qu'elle possède cette organisation - quelque chose de plus que la somme de ses parties les plus minutieuses ». Il soutint avec force que l'« ectoplasme », la région externe du cytoplasme, et non le noyau, constitue le cœur de la cellule dynamique. Il était convaincu que la surface de l'œuf possédait une « irritabilité indépendante », qui permet à l'œuf (et à toutes les cellules) de réagir de manière productive à divers stimuli.